# Gadmeh
Gadmeh (persiska: گدمه ) är en by i Iran. Den ligger i provinsen Ilam, i den västra delen av landet. Gadmeh ligger 1 155 meter över havet.